# Peter Waara
Mats Peter Waara, född 17 december 1963 i Nedertorneå församling i Norrbottens län, är en svensk sociolog och professor i utbildningsvetenskap vid Uppsala universitet. Hans forskning har inriktat sig mot ungdomar och vuxenblivande. Waara disputerade 1996 med avhandlingen Ungdom i gränsland (sociologi) och har sedan dess forskat inom området. Mellan 2011 och 2013 var han dekanus för fakulteten för utbildningsvetenskaper vid Uppsala universitet. 
Efter dekanusuppdraget engagerade sig Waara politiskt i Sveriges socialdemokratiska arbetareparti. Mellan den 1 januari 2015 och 31 december 2018 var har  kommunstyrelsens ordförande och kommunalråd i Haparanda kommun. Efter kommunalrådsuppdraget återvände Waara till sin tjänst som professor. Han är jämte professorskapet vid Uppsala universitet också gästprofessor vid Luleå Tekniska universitet (LTU) samt censor vid Tromsø universitet (UiT).
Sedan valet 2022 är Waara invald som ledamot i regionfullmäktige i Uppsala län. Han är gruppledare för Socialdemokraterna i regionala utvecklingsnämnden samt ersättare i regionstyrelsen.